# Tảng ong

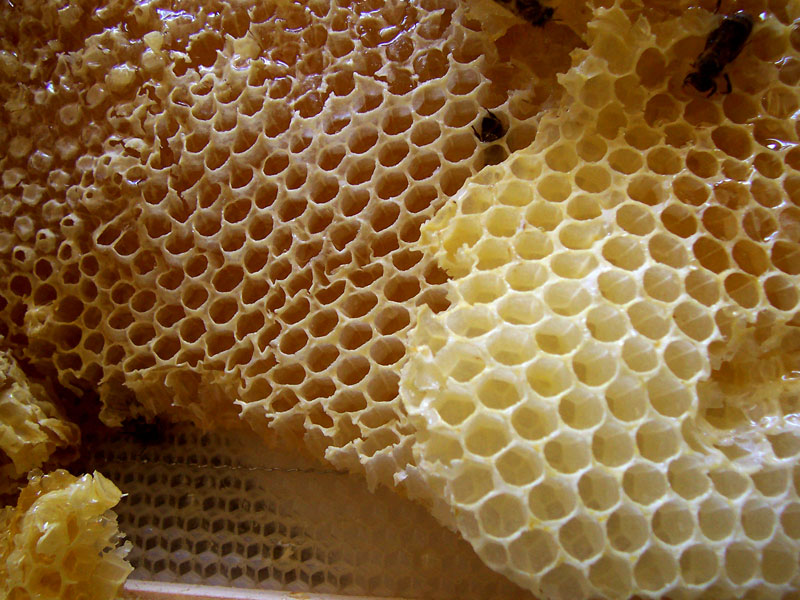
Tảng ong chụp gần

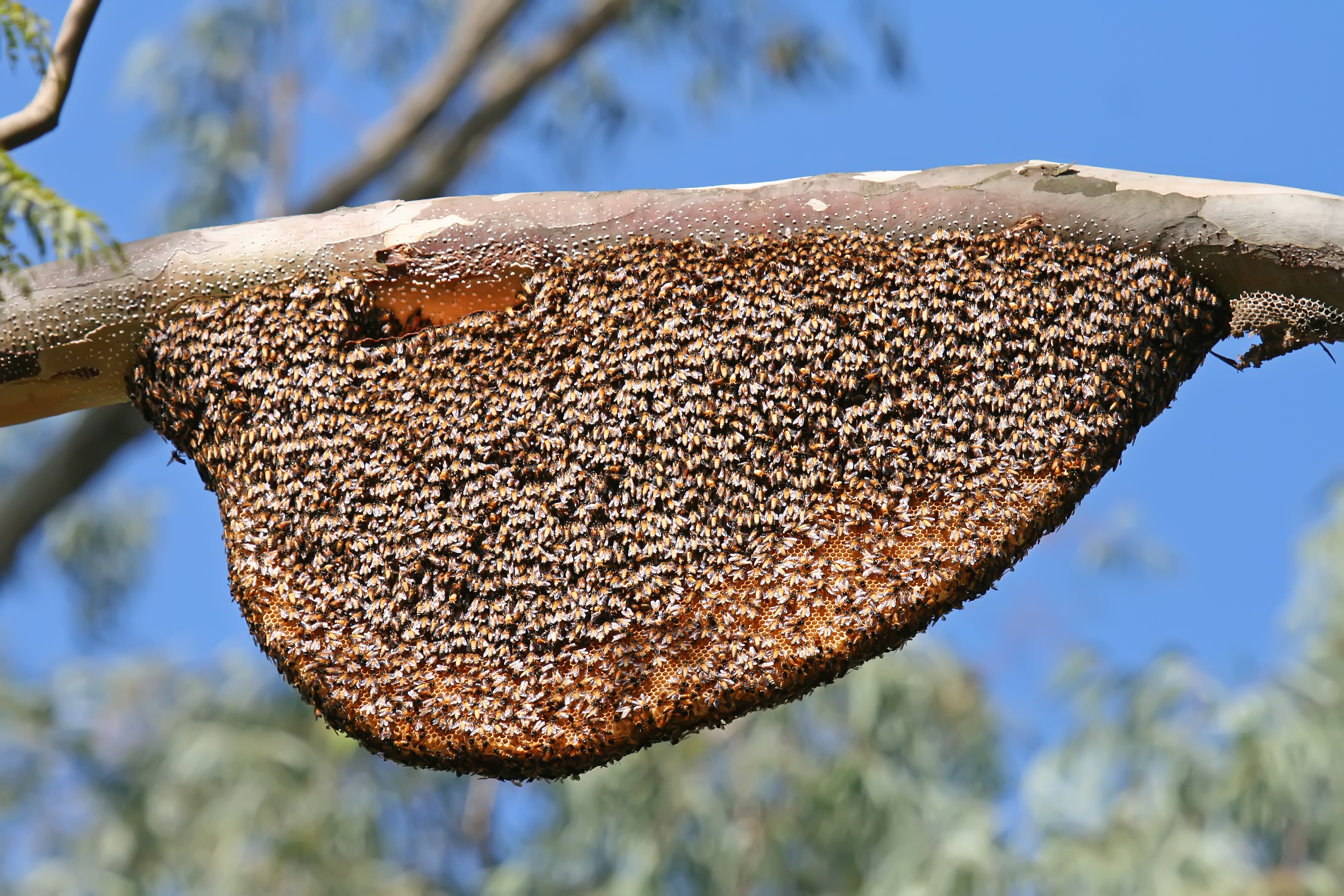
Tảng ong của ong khoái Apis dorsata với phần dưới có một số ô rỗng

Tảng ong là một khối sáp gồm hàng loạt các lỗ hình trụ lục giác do loài ong xây dựng lên bên trong tổ ong để chứa ấu trùng của chúng cũng như mật ong và phấn hoa.
Người nuôi ong có thể lấy cả tảng ong để thu hoạch mật ong. Ong mật cần khoảng 3,8 kg mật ong để kết được khoảng 450 g sáp, vì vậy, để tiết kiệm về kinh tế, người ta trả tảng sáp lại vào tổ sau khi đã thu hoạch mật ong. Cấu trúc của tảng ong vẫn giữ được nguyên vẹn trong quá trình vắt mật ong bằng cách quay đều trong máy ly tâm chuyên dụng. Nếu sau khi vắt tảng ong quá mòn, ta có thể làm dẹt thành những tảng phẳng có khung viền, vừa giúp ong tạo sáp nhanh hơn, vừa ngăn không để chúng xây thêm ô ngoài khung.

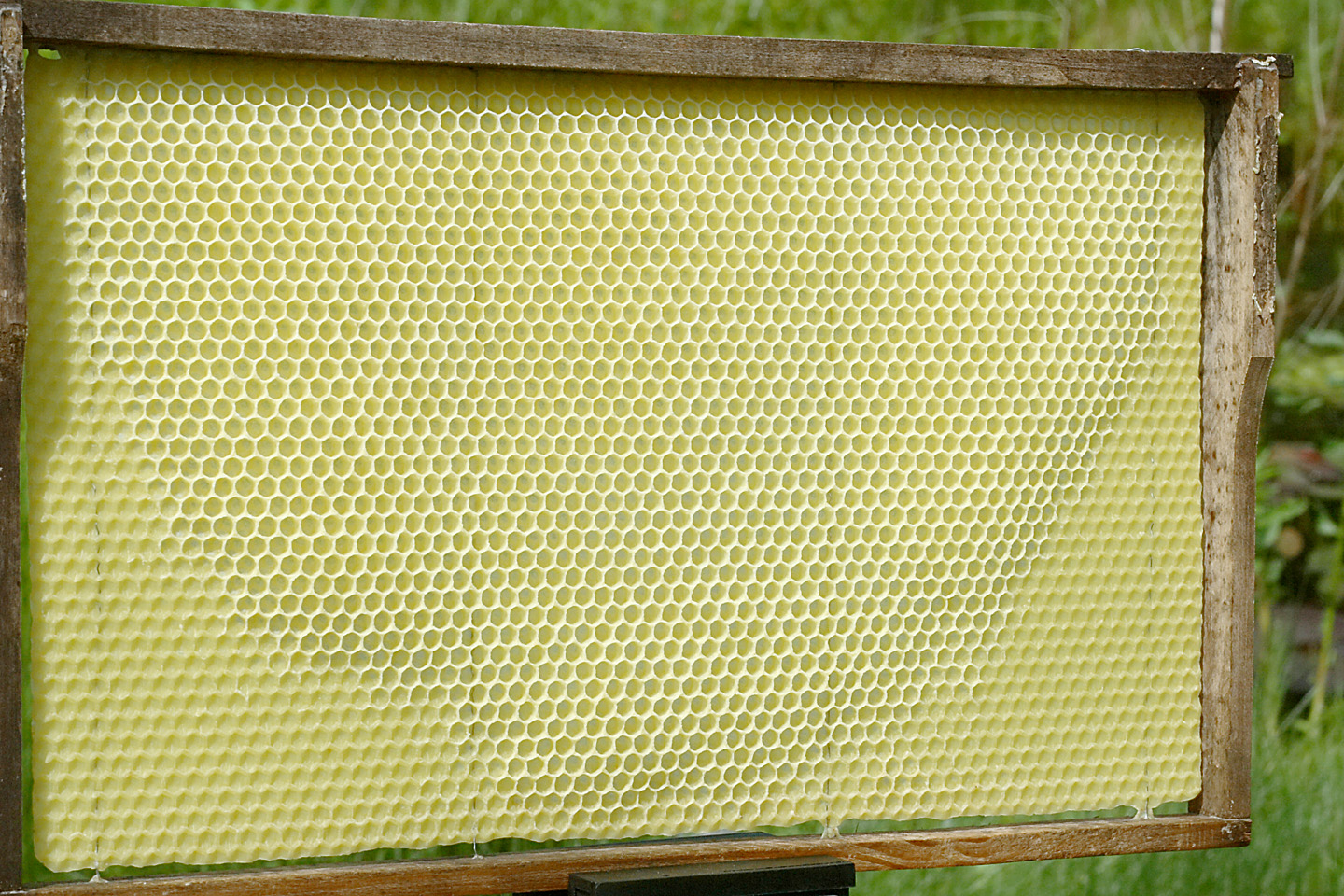
Tảng "nhân tạo" với một số ô đã được ong đắp thêm sáp

Tảng ong sẽ trở nên đen sạm theo thời gian do những kén trong các lỗ phát triển và những dấu chân ong trên đó. Cũng có những tảng ong không được dùng để để làm tổ nuôi ong, những tảng này sẽ có màu sáng hơn.
Nhiều loài tò vò như Polistinae và Vespinae xây tảng bằng giấy thay vì sáp.

## Cấu trúc

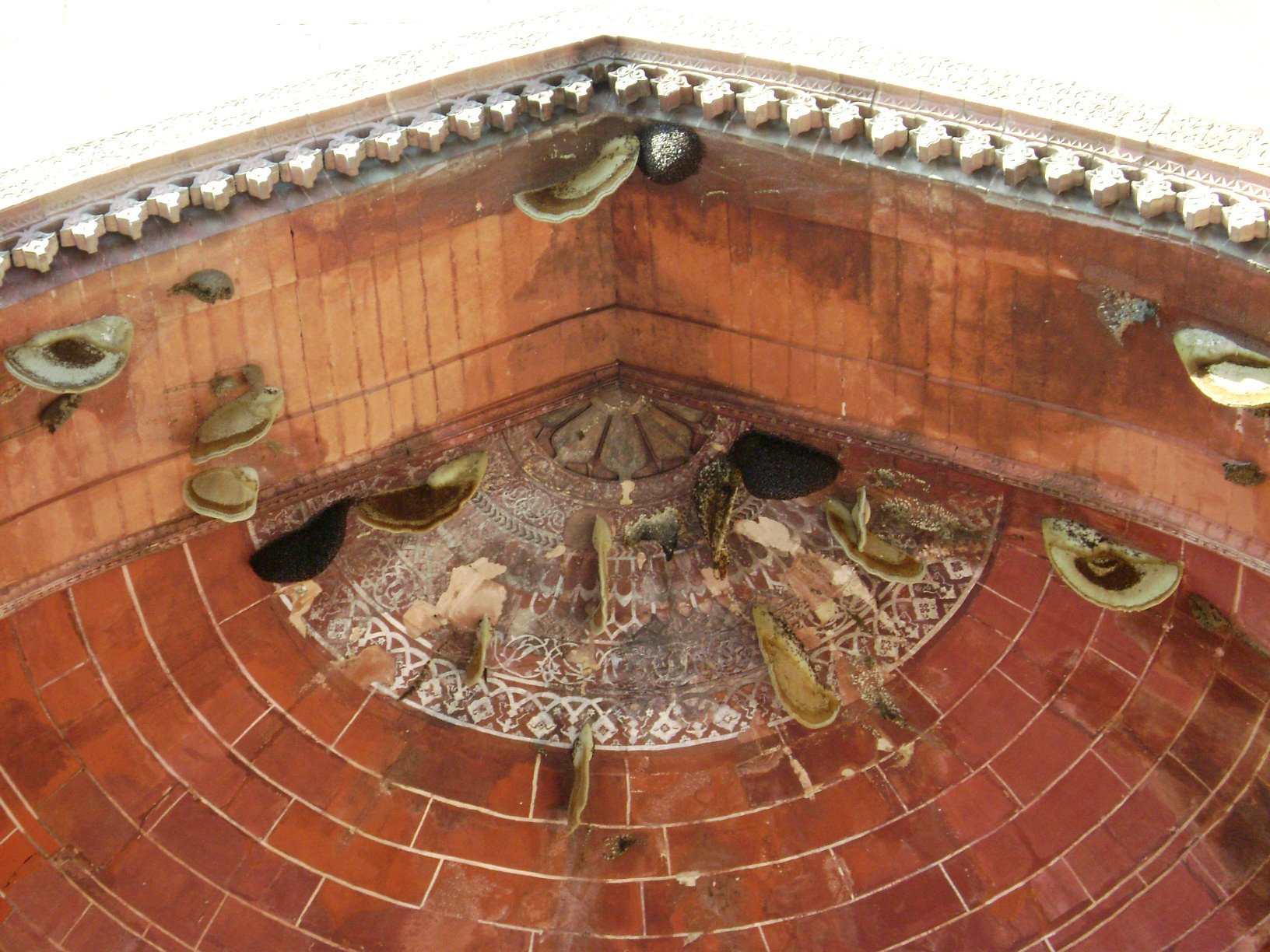
Tảng ong

### Nhiệt độ của sáp ong
Ong dùng râu, hàm dưới và chân để điều chỉnh lượng sáp, làm ấm sáp trong quá trình xây tảng. Nhiệt độ sáp thường nằm trong khoảng 33,6 tới 37,6 °C, thường là dưới 40 °C và ở dạng hơi sệt lỏng. Nhiệt độ cơ thể ong cũng là một yếu tố để giữ cho sáp có những đặc tính lý tưởng cho việc xây tảng.